# 씨네트리
씨네트리(CINETREE)는 엣지티비에서 운영하는 영화 큐레이션 채널이다.

## 같이 보기
- 엣지TV
- 엣지 온
- 펀TV